# Dendrophryniscus organensis
Dendrophryniscus organensis é uma espécie de anfíbio da família Bufonidae. Endêmica do Brasil, pode ser encontrada na Serra dos Órgãos no estado do Rio de Janeiro.